# 태풍 녹텐 (2011년)
태풍 녹텐(태풍 번호: 1108, JTWC 지정 번호: 10W, 국제명:NOCK-TEN, 필리핀 기상청(PAGASA) 지정 이름: Juaning)은 2011년에 북서태평양에서 발생한 8번째 태풍으로 필리핀, 중국 남부, 베트남, 라오스, 태국에 큰 피해를 낸 태풍이다.

## 태풍의 진행

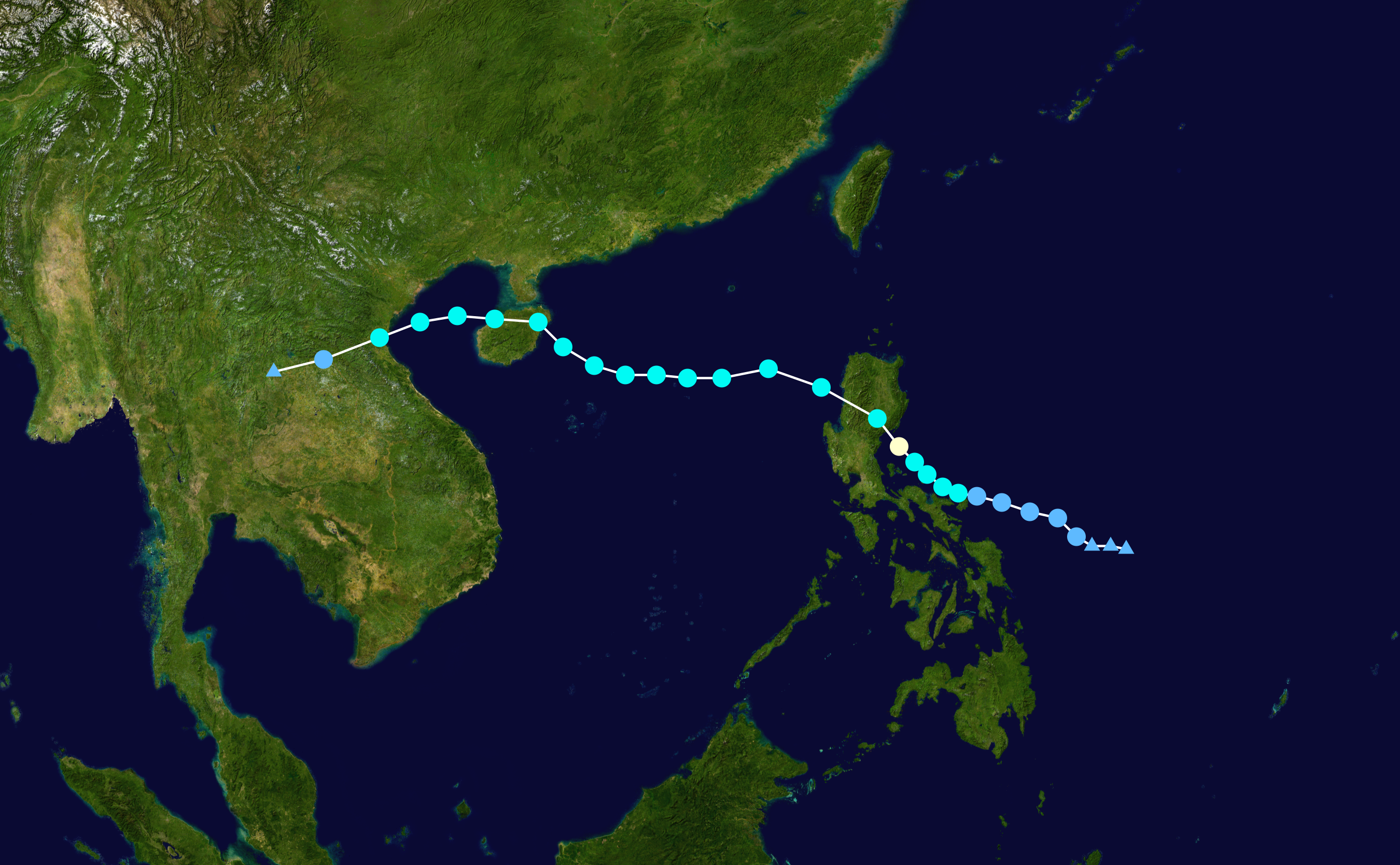
태풍 녹텐의 이동 경로

7월 22일, 필리핀 동부 해상에서 저기압 지역이 발생하였다. 이 저기압은 서쪽으로 이동했고 7월 24일, 미국 합동태풍경보센터(JTWC)는 이 저기압을 열대 저기압으로 단정한 후 관찰하기 시작했다. 일본 기상청(JMA)은 7월 25일에 열대 저기압으로 승격시켰다. 몇 시간 뒤에 필리핀 기상청(PAGASA)은 이 열대 저기압을 'Juaning'이라고 명명했다. 이 열대 저기압은 서쪽으로 계속 이동했고 급격하게 강해졌다. 이 날 자정에 JMA는 열대 폭풍으로 올렸고 녹텐(NOCK-TEN)으로 이름을 붙였다. 대한민국 기상청(KMA)은 7월 26일부터 태풍 예보를 시작했다.
7월 27일에 JMA는 열대 폭풍 녹텐이 강해져 강한 열대폭풍의 단계로 격상시키고 몇 시간 뒤, JTWC는 사피어-심슨 허리케인 등급 제1등급으로 올린 후에 필리핀 루손섬 북쪽에 위치한 아우로라주에 첫 번째로 상륙한 뒤 약해졌다. 이날 늦게 태풍 녹텐은 루손섬을 빠져나온 뒤 계속 강한 열대폭풍의 단계를 유지했다. 그러나 남중국해 해상에 있을 때 빠르게 약화되었고 소형의 열대 폭풍이 되었다. 7월 29일에는 다시 조금 강해져 중국 남부 하이난성의 동부에 위치한 충하이 시의 해안까지 도달한 후 두 번째로 상륙했다. 태풍 녹텐은 섬에서 강력해졌고 하이난성의 성도인 하이커우 시로 방향을 틀었다. 그러나 다시 바다로 나온 뒤 인도차이나 반도에 세 번째로 상륙하여 약해지면서 7월 31일, 소멸되었다.
태풍 녹텐(NOCK-TEN)은 라오스에서 제출한 이름이며 물총새를 의미한다.

## 태풍의 시간별 정보
아래 표는 대한민국 기상청(KMA)의 자료에 의한 것임.
| 형태          | 날짜 및 시간 (UTC) | 위도 (°N) | 경도 (°E) | 이동속도 (km/h) | 기압 (hPa) | 최대풍속 (m/s) |
| ------------- | ------------------ | --------- | --------- | --------------- | ---------- | -------------- |
| 열대폭풍      | 7월 26일 0시       | 14.2      | 123.7     | 20              | 1000       | 18.0           |
| 열대폭풍      | 7월 26일 6시       | 14.2      | 123.5     | 2               | 996        | 19.0           |
| 열대폭풍      | 7월 26일 12시      | 14.6      | 123.1     | 10              | 990        | 24.0           |
| 열대폭풍      | 7월 26일 18시      | 14.9      | 122.7     | 9               | 990        | 24.0           |
| 강한 열대폭풍 | 7월 27일 0시       | 15.6      | 122.3     | 15              | 985        | 27.0           |
| 강한 열대폭풍 | 7월 27일 6시       | 16.5      | 121.6     | 21              | 990        | 25.0           |
| 강한 열대폭풍 | 7월 27일 12시      | 17.2      | 120.3     | 27              | 990        | 25.0           |
| 강한 열대폭풍 | 7월 27일 18시      | 17.7      | 118.4     | 35              | 990        | 25.0           |
| 열대폭풍      | 7월 28일 0시       | 18.1      | 116.8     | 29              | 990        | 24.0           |
| 열대폭풍      | 7월 28일 6시       | 18.1      | 115.5     | 23              | 994        | 21.0           |
| 열대폭풍      | 7월 28일 12시      | 18.2      | 113.8     | 30              | 990        | 24.0           |
| 열대폭풍      | 7월 28일 18시      | 18.2      | 112.8     | 18              | 990        | 24.0           |
| 열대폭풍      | 7월 29일 0시       | 18.1      | 112.1     | 13              | 990        | 24.0           |
| 열대폭풍      | 7월 29일 6시       | 18.4      | 111.6     | 11              | 990        | 24.0           |
| 열대폭풍      | 7월 29일 12시      | 19.8      | 110.1     | 37              | 990        | 24.0           |
| 열대폭풍      | 7월 29일 18시      | 19.4      | 108.8     | 24              | 990        | 24.0           |
| 열대폭풍      | 7월 30일 0시       | 19.6      | 107.9     | 17              | 990        | 24.0           |
| 열대폭풍      | 7월 30일 6시       | 19.4      | 106.8     | 20              | 990        | 24.0           |
| 열대폭풍      | 7월 30일 12시      | 19.2      | 105.4     | 25              | 992        | 22.0           |
| 열대폭풍      | 7월 30일 18시      | 19.1      | 104.2     | 22              | 994        | 21.0           |
| 소멸          | 7월 31일 0시       | 19.0      | 102.9     | 23              | 996        |                |

## 대비와 피해

### 필리핀
필리핀 알바이주, 북카마리네스주, 남카마리네스주는 폭우로 인해 주의 전체가 물에 잠겼었다. 쌀 작물의 작은 피해도 보고되었다. 필리핀에 태풍 녹텐이 지나가면서 매우 많은 비가 내릴 것으로 예상했었고, 이후 7월 26일부터 7월 27일까지 루손섬 전체 유치원부터 대학교가 모두 휴업했다. 또한 고기잡이 배가 사라지면서 타고 있던 사람 중 25명이 실종되었고 이 배는 마스바테주 근처 해안에서 발견되었다. 나중에 실종자의 수는 31명으로 늘었다. 루손섬 북부에는 태풍 녹텐이 지나가면서 광범위한 홍수가 났다. 국도가 통과할 수 없게 되었고 산사태도 일어났다. 7월 26일에서 27일까지 폭우와 강풍으로 인해 26편의 국내 비행편이 취소되었다. 이 때 필리핀 정부가 집계한 사망자 수는 27명이었고 실종자의 수는 60명이 넘었다. 7월 28일에는 사망자가 35명으로 증가하였는데 여기에는 두명의 지뢰 사무국 직원과 두명의 경찰관들이 포함되어있었다. 일로코스 지방과 중앙루손 지방, 비콜 지방에서 728,554명의 이재민이 발생하였고 필리핀 기상청은 부정확한 태풍 정보를 발표해 많은 논란이 있었다.
7월 29일에 필리핀 전체 사망자는 41명으로 집계되었다. 41명의 사망자 가운데 알바이주의 주지사의 어머니도 있었다. 그녀는 태풍으로 정전된 집의 계단에서 미끄러져 머리를 크게 다친 것으로 추정되었다. 7월 30일에는 사망자가 50명으로 늘었고 대부분의 사망자는 익사했거나 부러져서 떨어지는 가로수에 맞아서, 또는 산사태가 일어나 흙에 깔려 숨진 것으로 밝혀졌다. 이들 중 상당수는 비콜 지방에서 일어났으며 비콜 지방은 식수, 전기, 그리고 잔해와 부서진 도로를 복구할 수 있는 작업자가 매우 필요한 상태였다. 8월 2일에는 사망자가 66명으로 증가했다. 태풍으로 인한 피해는 학교 건물에서 가장 심한 것으로 드러났다. 마지막으로 발표된 8월 5일에는 총 사망자가 75명으로 집계되었고 실종자는 9명으로 줄었다. 태풍 녹텐에 필리핀 정부는 65만달러를 희생자를 돕는데 썼다. 또 기반시설 부분에서는 6573만달러가, 농업 분야에서는 1379만달러의 피해액이 났다.

### 중국

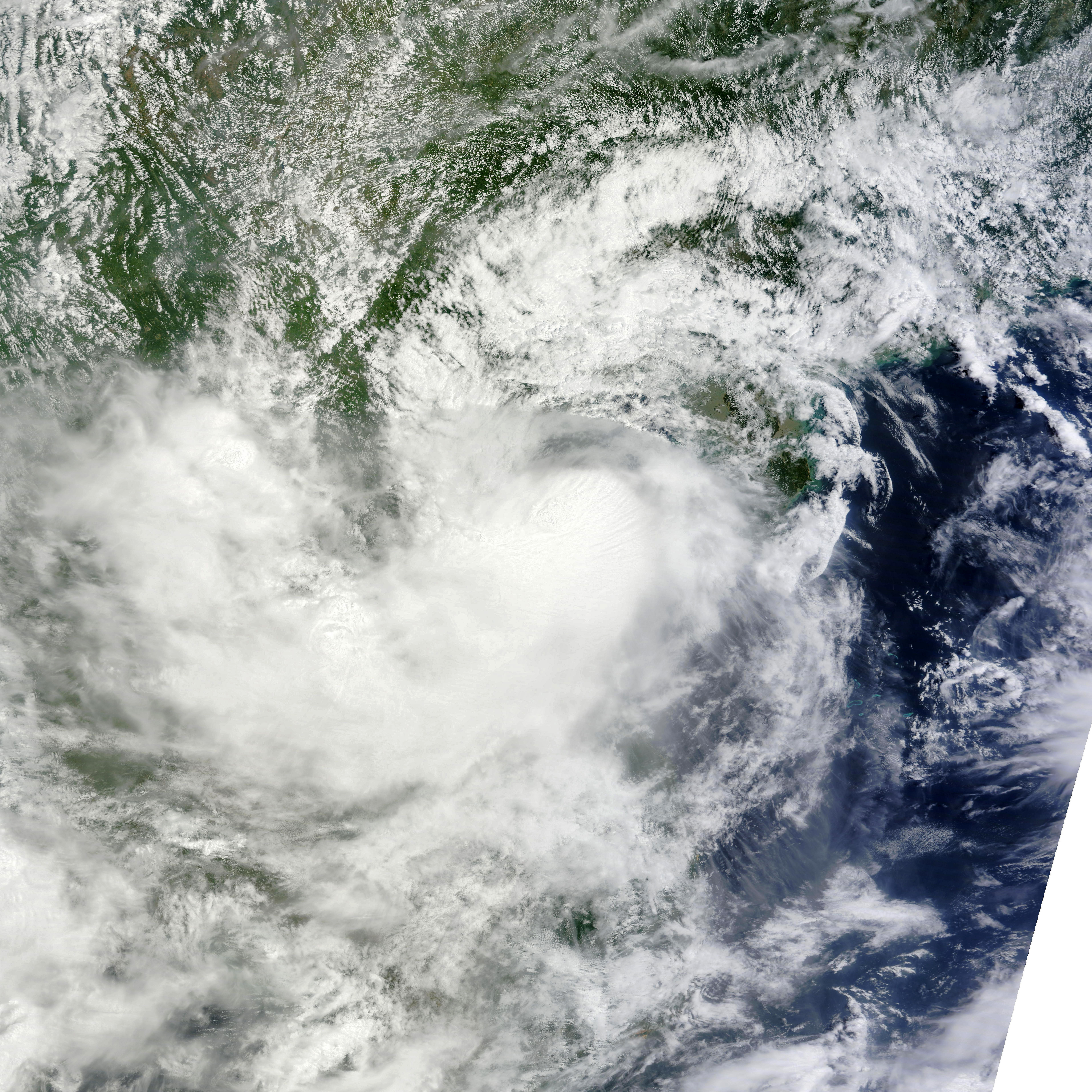
태풍 녹텐 (7월 30일)

7월 28일, 광둥성 서부의 주민들은 태풍 녹텐을 대비하기 시작했다. 태풍은 7월 29일에 중국 남부에 도달할 것으로 예상했으나 예상외로 느리게 왔다. 필리핀에서 빠져나와 중국 남부에 느리게 온 태풍 녹텐에 대해 중국 기상청 당국은 쓰촨 분지에 엄청난 양의 비가 내릴 것으로 예보했다. 또한 광둥성, 하이난성과 광시 좡족 자치구에도 경고가 내려졌다. 하이난성에서는 매우 많은 배들이 항구로 돌아왔다.
태풍 녹텐이 근접해 오자 하이난성의 성도인 하이커우 시에서 출발하는 14개의 비행편이 취소되었고 본토로 연결되는 항로도 이용이 중지되었다. 태풍은 원래 하이난섬에 상륙한 후 서쪽으로 전진해 빠져나갈 것으로 예상했으나 북쪽으로 향해 하이난섬의 최대도시인 하이커우 시를 지나쳐가 저지대에 거주하던 주민 27,700명이 대피하는 현상이 벌어졌다. 폭우와 강풍은 충저우 해협을 건너가는 모든 배들의 운항을 중지시켰고 이날 후에 중국 홍수 재난당국은 하이난섬의 주민 총 189,033명이 안전한 지대로 대피했다고 보고했다. 7월 31일, 중국에서의 태풍 녹텐의 피해는 사망자 2명, 실종자 0명, 5800만달러의 피해액으로 집계되었다.

### 베트남, 라오스, 태국
태풍 녹텐이 인도차이나 반도 동부에 가까워지자 12명의 어부가 승선해있던 베트남 어선이 전복되었고 이후 필리핀쪽으로 이동하여 12명 전원이 안전하게 구출되었다. 태국 기상청에서는 푸켓과 태국 대부분 지역에 태풍경고를 내렸고 안다만해에서 강풍과 폭우가 예보되었다. 그래서 태국 북부 지방자치단체들은 대비를 시작했다. 하지만 욤강과 난강이 범람하면서 근처의 농작물 지대에 물이 들어와 피해가 났다. 베트남에서는 통킹만 주변의 주민들 65만명을 대피시켰다. 7월 30일에 태풍 녹텐이 세 번째 상륙을 앞에 두고 있을 때 높은 파도로 인해 한 명이 사망하는 일이 벌어졌다. 이 결과로 베트남 기상청 당국은 해안에 정박해있는 어선들을 고지대로 이동시키라고 경고했다. 이날 후 베트남 항공 6편이 취소되었고 더 많은 비행편들이 지연되었다. 태풍 녹텐의 마지막 예보가 있은 후에 6,200 에이커의 논과 다른 작물들이 폭우로 인해 완전히 잠긴 일도 있었다. 그러나 태풍에 의해 많은 피해가 예상될 것이라 예측했으나 심각한 수준은 아니었다. 그 이유는 태풍 녹텐이 많이 약해진 상태였기 때문이었다.
7월 31일에 사망자의 수를 집계한 베트남에서는 13살의 아이가 익사했고, 또 한 사람이 감전되어 사망자의 수가 1명에서 3명으로 늘어났다. 이 태풍은 선박 4척을 손상시켰고, 태국 북부와 북동부의 피해가 극심했는데 얼마나 심했는가 하면 물이 800 mm까지 차올랐다고 주민들은 전했다. 또 이로 인해 2명의 실종자가 생겼다. 하지만 태국 북부가 완전히 물에 잠겼고 몇몇의 호텔에 물이 차올라 있었지만 태국의 관광업계에서는 큰 타격이 없었다. 8월 5일에 태국에서는 7명의 사망자가 집계되어 태풍 녹텐으로 인한 사망자의 수가 총 81명으로 늘어났고 4명의 실종자가 발생했다. 그러나 후에 물속에서 시신이 발견되자 사망자는 13명으로 늘었지만 실종자는 1명으로 줄었다. 피해액은 233만달러로 예상되었다. 다음날에 사망자는 20명으로 증가했고 20개의 주들이 물에 완전히 잠겼다고 보고했다. 태풍으로 영향을 받은지 10일 후인 8월 11일에도 태국의 많은 지역은 물에 잠겨있었으며 태국 국민 1,371,137명에게 영향을 끼쳤으며 22명의 사망자가 발생했으나, 마지막으로 집계된 사망자 수치에는 31명으로 나와있다. 라오스에서는 캄무안주와 볼리캄사이주의 저지대에서 홍수가 났고 태풍이 온 지 이틀이 지나도 25개의 마을과 학교 15개교가 물에 잠겨있었다. 라오스의 피해액은 1600만 킵(19.9만달러)으로 집계되었다. 베트남에서는 총 245만 에이커가 물에 잠겼고 20명의 사망자가 발생하였다.

## 제명
필리핀 기상청(PAGASA)은 태풍 녹텐이 필리핀에 끼친 극심한 피해로 인해 태풍 녹텐의 필리핀식 이름인 'Juaning'을 제명하기로 결정하고 결국 퇴출되었다. 하지만 다음 대체 이름은 아직 선택되지 않았다. 하지만 2016년 필리핀에 심각한 피해를 끼쳐 선택된 이름은 바로 라오스의 국립보호구역을 의미하는 힌남노(Hinnamnor)이다.

## 같이 보기
- 2011년 태풍